# 徐萊
徐萊（See Lay），新加坡著名女演员，1936年生人，廈語母语。曾活跃于1950至1970年代的新加坡和香港电影界。1959年7月4日(星期日)下午搭乘國泰航空公司客機來香港，停留3個月參予拍攝香港「金都公司」及「榮華公司」的兩齣廈語電影

## 影视作品
- 1959年時裝文藝片《姑嫂情深》(「金都公司」五週年紀念作)（1959年12月10日新加坡首映）；
- 1959年民初歌唱喜劇《阿繡賣胭脂》(「榮華公司」改編自《聊齋誌異》)（1959年12月19日新加坡首映）。

## 外部連結
- 香港電影資料館有關徐萊參演電影的記錄[永久]